# 벌컨교
벌컨교(Vulcan Bridge)는 웨스트버지니아주 밍고군 벌컨에 위치한 1차선 교량이다. 이 다리는 터그 포크와 켄터키-웨스트버지니아주 경계를 가로지른다. 1977년, 웨스트버지니아 주 정부에 새 다리 건설을 요청했으나 여러 번 실패하자, 벌컨 시장은 이전 다리가 붕괴되었기 때문에 소련에 도움을 요청했다. 이 사건은 작은 지역사회에 국제적인 관심을 집중시켰고, 주 의회는 이후 다리 건설에 130만 달러를 승인했다. 이 다리는 1980년에 완공되었다.

## 역사

### 원래의 흔들 다리
수년 동안 벌컨 지역사회는 노후된 흔들 다리에 의존하여 터그 포크를 건 넜다. 주민들이 지역사회에 접근할 수 있는 유일한 방법은 터그 포크의 켄터키주 쪽으로 운전하여 다리를 건너는 것이었는데, 이 다리는 차량 통행에는 너무 좁았다. 이 흔들 다리는 이전에 탄광 회사에 의해 건설되었으며, 붕괴 직전이었다. 벌컨 학생들은 학교에 가고 오기 위해 주차된 기차 밑을 기어 다녀야 했다. 한 번은 이 과정에서 한 학생이 다리를 잃기도 했다. 벌컨 시장 존 로비넷은 여러 차례 군, 주, 연방 정부에 다리 수리를 요청했지만 묵묵부답이었다. 1975년 7월, 흔들 다리는 결국 붕괴되어 밤새 터그 포크의 물에 휩쓸려 내려갔다.

### 소련의 원조
흔들 다리가 붕괴된 후, 벌컨에 가는 유일한 방법은 약 3.2km 길이의 좁은 비포장 도로를 운전하는 것이었다. 이로 인해 지역사회 내외로의 이동이 극도로 어려워졌다. 수년 동안 존 로비넷 시장은 새 다리 건설을 위해 주 정부에 청원했지만, 공무원들은 이를 무시했다. 주 및 연방 정부의 도움이 없자, 로비넷은 대담하게도 소련에 원조를 요청하기로 결정했다. 그는 두 번이나 소련 지도자 레오니트 브레즈네프에게 편지를 보냈지만 답장을 받지 못했다. 마침내 모스크바 출신 기자 이오나 안드로노프가 이 이야기를 듣고, 지역사회의 어려움을 보도하기 위해 벌컨으로 가기로 결정했다. 소련은 미국을 당황하게 할 기회를 보았고, 주 정부가 새 다리에 자금을 지원하지 않으면 소련이 지원하겠다고 약속했다. 안드로노프는 1977년 12월 17일 벌컨에 도착했고, 방문 후 한 시간 만에 기자들은 주 정부가 새 다리 건설에 자금을 지원할 것이라는 말을 들었다. 웨스트버지니아주 의회는 새 다리 건설에 130만 달러를 제공했다. 1차선 콘크리트 다리 건설은 1980년에 완료되었다. 이 다리는 오늘날에도 여전히 서 있다. 1980년 7월 9일, 존 로비넷 시장은 새로 개통된 다리를 두 병의 러시아 보드카로 축성했다.